# Voyager (álbum)
Voyager es el decimoséptimo álbum de Mike Oldfield , lanzado en 1996 por Warner. Es un álbum de música celta con temas de nueva composición entrelazados con piezas tradicionales.

## Antecedentes
El álbum fue el último de los tres álbumes originales que Mike Oldfield había firmado con Warner Bros. después de salir de Virgin, empezando por Tubular Bells II. Continuó con Warner hasta 2003, cuando lanzó Tubular Bells 2003.
En una entrevista de la época, Oldfield afirmó que el álbum fue uno de sus álbumes de más rápida creación, dedicando sólo un mes y medio para grabar. También afirmó que compuso y grabó algunas canciones en una mañana.

### Música celta
La música de este álbum es la más cercana a la música celta que Mike Oldfield ha compuesto. El álbum originalmente había sido grabado acústicamente utilizando sólo instrumentos tocados a mano. Al parecer, la hija de un ejecutivo de Warner Music expresó sus sensaciones de que el álbum podría ser un poco aburrido; por lo Mike Oldfield agregó sintetizadores y más instrumentos.
- "The Song of the Sun" está compuesta por Bieito Romero de la banda celta gallega Luar na Lubre. Su título original es "O son do ar" ("El sonido del aire").
- "The Hero" es una pieza escocesa escrita originalmente por James Scott Skinner en 1903, como "Hector the Hero".
- "Women of Ireland", aunque catalogada como una canción tradicional, no lo es: el tema principal es una melodía escrita por el compositor irlandés Seán Ó Riada como base musical del poema "Mná na hÉireann" escrito por Peadar Ó Doirnín. La interpretación de Mike Oldfield también incluye una interpolación del cuarto movimiento (Sarabande) perteneciente a la Suite para clave en re menor, HWV 437 de Georg Friedrich Handel, que fue popularizado por Stanley Kubrick en su película de 1975 Barry Lyndon, donde la melodía de Ó Riada también aparece.
- "She Moves Through the Fair" es una canción tradicional irlandesa cuya melodía había sido utilizada por Simple Minds en "Belfast Child" en el año 1989.
- "Dark Island" es una canción escocesa cuya música original fue escrita por Iain Maclachlan en 1958.
- "Flowers of the Forest" es una canción tradicional escocesa, un lamento por la derrota en Flodden en 1513.
- "Mont Saint-Michel" es una pieza compuesta por Mike Oldfield, a una isla mareal de Francia.

## Sencillos
En 1996 fueron lanzados los sencillos "The Voyager" y "The Song of the Sun", respectivamente en Alemania y España. Al año siguiente, se lanzó "Women of Ireland".

## Lista de canciones
1. "The Song of the Sun" (Bieito Romero) – 4:32
2. "Celtic Rain" (Mike Oldfield) – 4:41
3. "The Hero" (tradicional, arreglada por Mike Oldfield) – 5:03
4. "Women of Ireland" (tradicional, arreglada por Mike Oldfield) – 6:29
5. "The Voyager" (Mike Oldfield) – 4:26
6. "She Moves Through the Fair" (tradicional, arreglada por Mike Oldfield) – 4:06
7. "Dark Island" (tradicional, arreglada por Mike Oldfield) – 5:43
8. "Wild Goose Flaps Its Wings" (Mike Oldfield) – 5:04
9. "Flowers of the Forest" (tradicional, arreglada por Mike Oldfield) – 6:03
10. "Mont St Michel" (Mike Oldfield) – 12:18

## Músicos
- Mike Oldfield
- Maire Breatnach – Violín
- London Voices – Coro
- Noel Eccles – Percusión
- Liam O'Flynn – Uilleann pipes
- Chris Apps, Roger Huth, Ian Macey, Bob MacIntosh - Gaiteros
- Sean Keane – Violín
- London Symphony Orchestra
- Matt Molloy – Flautas, Tin Whistles
- John Myers – Tin Whistle/Violín
- David Spillane – Uilleann pipes/Low whistle
- Pat Walsh
- Gregg Jackman – Ingeniero Asistente
- Tom Newman – Ingeniero Asistente
- Richard Barrie – Ingeniero técnico
- Robin Smith – Arreglos de "Mont St. Michel"
- Henry Jackman